# Duncan Scott (svømmer)
Duncan William MacNaughton Scott (født 6. maj 1997) er en britisk svømmer.
Han repræsenterede Storbritannien under sommer-OL 2016 i Rio de Janeiro, hvor han vandt sølv på 200 meter fri.
I 2021 repræsentererede Scott Storbritannien under sommer-OL 2020 i Tokyo, hvor han vandt sølv i 200 meter fri og vandt guld på 4×200 meter. 